# Het Vrije Volk
Het Vrije Volk is een voormalig Nederlands sociaaldemocratisch dagblad. Het was de naoorlogse voortzetting van het socialistische dagblad Het Volk.

## Geschiedenis
Het Vrije Volk verscheen voor het eerst legaal op 1 maart 1945 te Eindhoven.
Naarmate de bevrijding van de rest van Nederland vorderde, verschenen er daarnaast vanaf april 1945 nog diverse uitgaven. Naast Eindhoven bestonden er in ieder geval nog 'bevrijde' publicaties in Enschede (vanaf begin april 1945), Groningen (vanaf medio april 1945), Leeuwarden (vanaf begin mei 1945), Amsterdam (vanaf 5 mei 1945) en Utrecht (vanaf mei 1945).
Het Vrije Volk bleef met deze verschillende uitgaven uitkomen tot 28 januari 1946, toen álle titels in Amsterdam onder één hoofdredactie en directie werden verenigd en landelijk een (regionaal) editiesysteem werd ingevoerd.
Het Vrije Volk, onderdeel van het sociaaldemocratische uitgeefconcern De Arbeiderspers, is een periode rond 1956 de grootste krant van Nederland geweest. De krant had tijdens deze bloeiperiode meer dan 300 redacteuren/verslaggevers in dienst. Na het kabinet-Drees III, het laatste kabinet van Drees in 1958, liep het abonneebestand echter snel terug. Pogingen de (avond)krant te redden, door de uitgave van een algemeen ochtendblad in 1960 en de loskoppeling van het blad als PvdA-partijkrant in 1967, mochten niet meer baten. De krant verdween, door gewijzigde eigendomsverhoudingen, in 1970 als landelijke krant uit de hoofdstad. De redacties trokken zich terug op de voormalige 'rode' bastions Rotterdam en Arnhem, waar de Arbeiderspers nog eigen drukkerijen had. De gebouwen aan het Hekelveld in Amsterdam werden gesloopt, waarna op deze locatie een hotel werd gebouwd.
Een jaar later werd een van de laatste zelfstandige onderdelen van het ooit landelijke editiestelsel, het Arnhemse Vrije Volk, verkocht aan een oostelijke rooms-katholieke concurrent, het dagblad de Gelderlander. De overname van dit HVV-onderdeel door laatstgenoemde provinciale krant leidde nog kortstondig tot de fusie-uitgave De Nieuwe Krant - intern schertsend ook wel aangeduid als het roomsrode medium 'HV Maria' - een dagbladtitel die in de jaren tachtig eveneens verdween.
Eind 1971 werd het resterende, grootste gedeelte van het randstedelijke Vrije Volk definitief een regionale krant, gericht op de 'thuisbasis' Rotterdam. Het Vrije Volk kampte inmiddels met een teruglopend, sterk vergrijzend abonneebestand. Men zei wel dat Het Vrije Volk niet werd opgezegd door de abonnee, maar door de nabestaanden van de abonnee.
Op 30 maart 1991 verscheen het laatste nummer met de dagbladtitel Het Vrije Volk.
In dat jaar fuseerde Het Vrije Volk met het Rotterdams Nieuwsblad tot het Rotterdams Dagblad. Die krant ging in 2005 weer op in het Algemeen Dagblad.

## Hoofdredacteuren
| Klaas Voskuil  | 1945-1961 |
| Thijs van Veen | 1961-1968 |
| Eduard Messer  | 1968-1970 |
| Herman Wigbold | 1970-1987 |
| Gerard Krul    | 1987-1990 |
| Leo Pronk      | 1990-1991 |